# À quoi rêvent les jeunes filles ? (documentaire)
Pour la comédie d'Alfred de Musset, voir À quoi rêvent les jeunes filles.

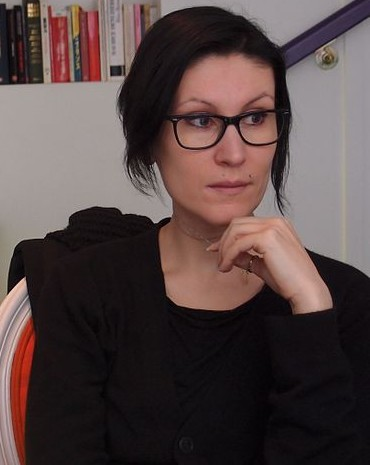
Ovidie.

A quoi rêvent les jeunes filles ? est un documentaire télévisé réalisé par Ovidie et diffusé en 2014 sur la chaîne française France 2 dans l'émission Infrarouge.
Ce film documentaire dresse un état des lieux de la condition féminine au moment où la pornographie devient, pour la première fois dans l'histoire, un objet de consommation courante et souvent gratuite sur internet. C'est l'occasion pour la réalisatrice de s'interroger en filigrane sur son propre parcours par lequel elle a tenté de promouvoir un féminisme pro-sexe. La condition des femmes s'est-elle améliorée ? Ovidie tend plutôt à constater que non, il se pourrait même que la condition féminine se soit détériorée et que l'industrie de la pornographie joue un rôle important dans cette détérioration. 